# Корте Франческини (Лука)
Корте Франческини је насеље у Италији у округу Лука, региону Тоскана.
Према процени из 2011. у насељу је живело 25 становника. Насеље се налази на надморској висини од 75 м.